# Wieniawa (gmina)
Pour les articles homonymes, voir Wieniawa.
Wieniawa est une gmina rurale (gmina wiejska) de la powiat de Przysucha, dans la Voïvodie de Mazovie, dans le centre-est de la Pologne.
Son siège administratif (chef-lieu) est le village de Wieniawa, qui se situe environ 13 kilomètres à l'est de Przysucha (siège de la powiat) et 96 kilomètres au sud de Varsovie (capitale de la Pologne).
La gmina couvre une superficie de 104,03 km2 pour une population de 5 523 habitants en 2006.

## Histoire
De 1975 à 1998, la gmina est attachée administrativement à la voïvodie de Radom.

Depuis 1999, elle fait partie de la voïvodie de Mazovie.

## Géographie
La gmina inclut les villages et localités de :

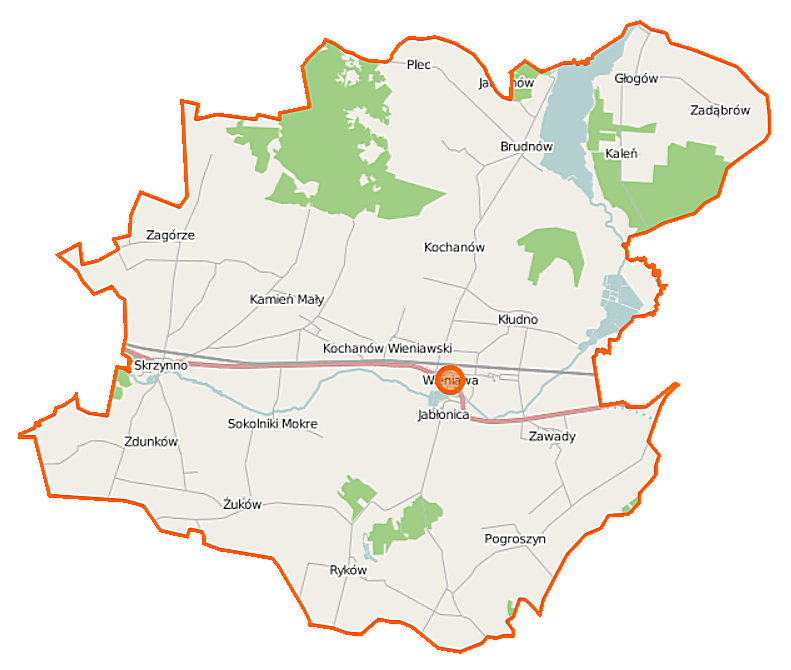
Plan de la gmina

- Brudnów
- Głogów
- Jabłonica
- Kaleń
- Kamień Duży
- Kamień Mały
- Kłudno
- Kochanów Wieniawski
- Komorów
- Konary
- Koryciska
- Plec
- Pogroszyn
- Romualdów
- Ryków
- Skrzynno
- Sokolniki Mokre
- Sokolniki Suche
- Wieniawa
- Wola Brudnowska
- Wydrzyn
- Zadąbrów
- Zagórze
- Zawady
- Żuków

### Gminy voisines
La gmina de Wieniawa est voisine des gminy suivantes :
- Borkowice
- Chlewiska
- Orońsko
- Przysucha
- Przytyk
- Szydłowiec
- Wolanów

## Structure du terrain
D'après les données de 2002, la superficie de la commune de Wieniawa est de 104,03 km2, répartis comme tel :
- terres agricoles : 79 %
- forêts : 12 %

La commune représente 12,99 % de la superficie du powiat.

## Démographie
Données en 2006 :
| Description        | Total  | Total | Femmes | Femmes | Hommes | Hommes |
| ------------------ | ------ | ----- | ------ | ------ | ------ | ------ |
| Unité              | Nombre | %     | Nombre | %      | Nombre | %      |
| Population         | 5 543  | 100   | 2 803  | 50,6   | 2 740  | 49,4   |
| Densité (hab./km²) | 53,3   | 53,3  | 26,9   | 26,9   | 26,3   | 26,3   |